# Geschützter Landschaftsbestandteil Selkinghauser Bachtal

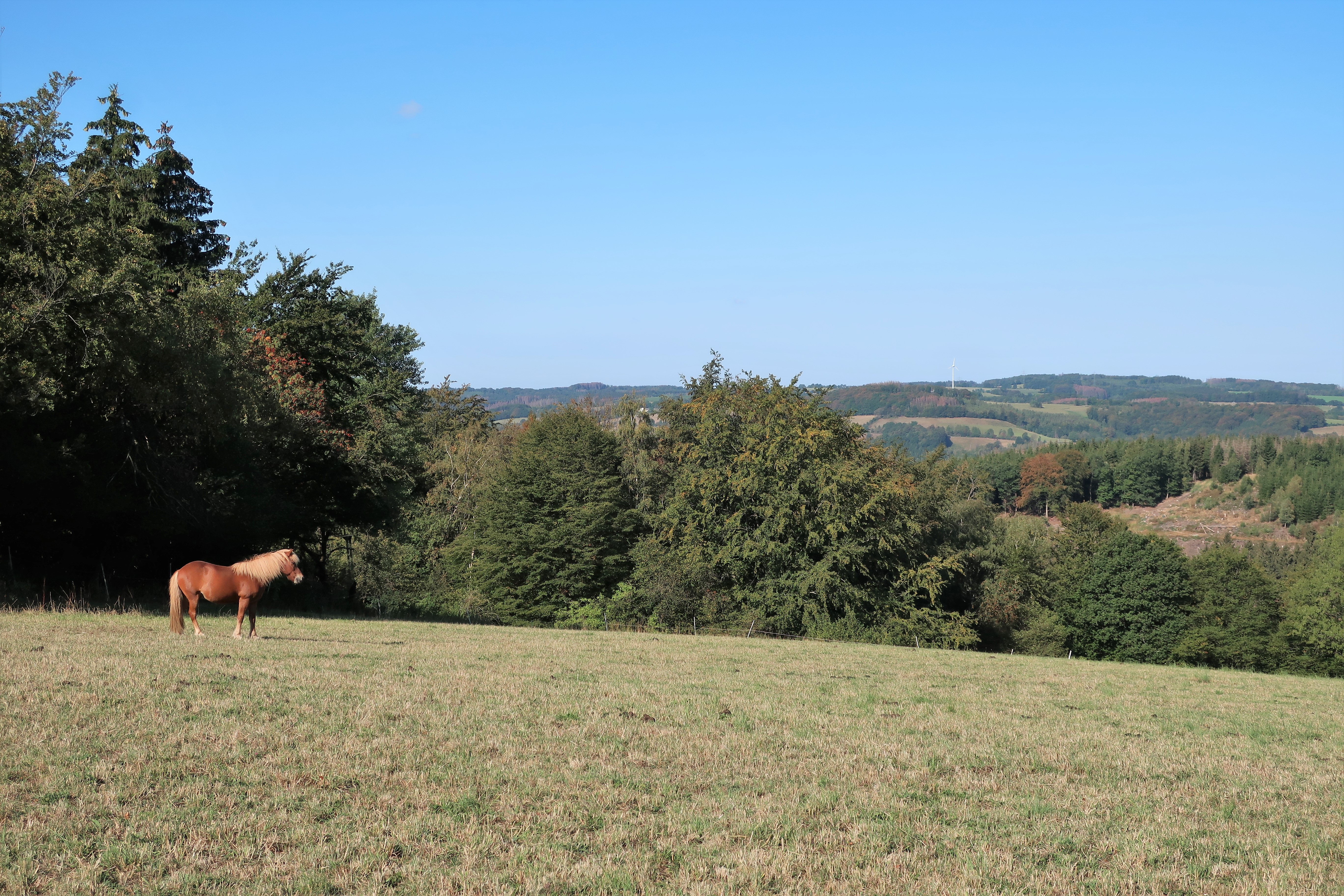
Geschützter Landschaftsbestandteil Selkinghauser Bachtal

Der Geschützte Landschaftsbestandteil Selkinghauser Bachtal mit einer Flächengröße von 3,4 ha liegt auf dem Gebiet der kreisfreien Stadt Hagen in Nordrhein-Westfalen. Der LB wurde 1994 mit dem Landschaftsplan der Stadt Hagen vom Stadtrat von Hagen ausgewiesen.

## Beschreibung
Beschreibung im Landschaftsplan: „Der Landschaftsbestandteil liegt nordwestlich von Selkinghausen. Es handelt sich um den nördlichen Quellzufluß des Selkinghauser Baches mit angrenzenden Feuchtbrachen, naturnahem Laubwald (Eichen-Birkenwald) und einem Kleingewässer.“

## Schutzzweck
Laut Landschaftsplan erfolgte die Ausweisung „zur Sicherung der Leistungsfähigkeit des Naturhaushalts durch Erhalt eines Lebensraumes, insbesondere für die charakteristischen Tier- und Pflanzenarten der Bachläufe, Feuchtwiesen und nährstoffarmen Kleingewässer“.